# Coregonus pennantii
Coregonus pennantii és una espècie de peix de la família dels salmònids i de l'ordre dels salmoniformes que es troba a Europa: és endèmic d'Anglaterra.